# Loge fémorale postérieure
La loge fémorale postérieure (ou loge postérieure de la cuisse) est la loge musculaire postérieure de la cuisse.

## Limite
La loge fémorale postérieure est située en arrière de la ligne âpre.
Elle est limitée superficiellement par l'aponévrose superficielle fémorale.
En dehors, elle est limitée par le septum intermusculaire latéral fémoral qui se détache de la face profonde de l'aponévrose superficielle pour s'insérer sur la lèvre latérale de la ligne âpre.
Médialement, Il n'y a pas de délimitation marquée avec la loge fémorale médiale.

## Contenu
La loge fémoral postérieure contient les muscles ischio-jambiers :
- le muscle biceps fémoral,
- le muscle semi-tendineux,
- le muscle semi-membraneux.

Sous ces muscles passe le nerf ischiatique.